# Kraj Ałtajski
Kraj Ałtajski (ros. Алтайский край) – jednostka administracyjna w Rosji.

## Geografia
Kraj położony jest w południowej Syberii. Na zachodzie graniczy z Kazachstanem, na północy z obwodem nowosybirskim, na wschodzie z obwodem kemerowskim, a na południowym wschodzie z Republiką Ałtaju.

## Podział administracyjny
W Kraju Ałtajskim znajduje się 12 miast stanowiących okręgi miejskie, 1 miasto zamknięte (Sibirskij) i 60 rejonów wiejskich, w tym jeden Rejon niemiecki narodowy.

### Okręgi miejskie
- Alejsk (Алейск)
- Barnauł (Барнаул)
- Biełokuricha (Белокуриха)
- Bijsk (Бийск)
- Zarinsk (Заринск)
- Zmieinogorsk (Змеиногорск)
- Kamień nad Obem (Камень-на-Оби)
- Nowoałtajsk (Новоалтайск)
- Rubcowsk (Рубцовск)
- Sławgorod (Славгород)
- Jarowoje (Яровое)
- Sibirskij (Сибирский).

### Rejony administracyjne
- Rejon alejski (Алейский)
- Rejon ałtajski (Алтайский)
- Rejon bajewski (Баевский)
- Rejon bijski (Бийский)
- Rejon błagowieszczeński (Благовещенский)
- Rejon burliński (Бурлинский)
- Rejon bystroistocki (Быстроистокский)
- Rejon chabarski (Хабарский)
- Rejon celinny (Целинный)
- Rejon czaryski (Чарышский)
- Rejon jegoriewski (Егорьевский)
- Rejon jelcowski (Ельцовский)
- Rejon kałmański (Калманский)
- Rejon kamieński (Каменский)
- Rejon kluczewski (Ключевский)
- Rejon kosichiński (Косихинский)
- Rejon krasnogorski (Красногорский)
- Rejon krasnoszczokowski (Краснощёковский)
- Rejon krutichiński (Крутихинский)
- Rejon kułundiński (Кулундинский)
- Rejon kuriński (Курьинский)
- Rejon kytmanowski (Кытмановский)
- Rejon łoktiewski (Локтевский)
- Rejon mamontowski (Мамонтовский)
- Rejon michajłowski (Михайловский)
- Rejon niemiecki narodowy (Немецкий национальный)
- Rejon nowoczychiński (Новичихинский)
- Rejon pawłowski (Павловский)
- Rejon pankruszychiński (Панкрушихинский)
- Rejon pierwomajski (Первомайский)
- Rejon pietropawłowski (Петропавловский)
- Rejon pospielichiński (Поспелихинский)
- Rejon riebrichiński (Ребрихинский)
- Rejon rodiński (Родинский)
- Rejon romanowski (Романовский)
- Rejon rubcowski (Рубцовский)
- Rejon sławgorodski (Славгородский)
- Rejon smoleński (Смоленский)
- Rejon sowiecki (Советский)
- Rejon sołonieszeński (Солонешенский)
- Rejon sołtoński (Солтонский)
- Rejon sujecki (Суетский)
- Rejon szełabolichiński (Шелаболихинский)
- Rejon szypunowski (Шипуновский)
- Rejon tabuński (Табунский)
- Rejon talmieński (Тальменский)
- Rejon togulski (Тогульский)
- Rejon topczichiński (Топчихинский)
- Rejon trietiakowski (Третьяковский)
- Rejon troicki (Троицкий)
- Rejon tiumienciewski (Тюменцевский)
- Rejon ugłowski (Угловский)
- Rejon ust-kałmański (Усть-Калманский)
- Rejon ust-pristański (Усть-Пристанский)
- Rejon wołczychiński (Волчихинский)
- Rejon zawiałowski (Завьяловский)
- Rejon zalesowski (Залесовский)
- Rejon zariński (Заринский)
- Rejon zmieinogorski (Змеиногорский)
- Rejon zonalny (Зональный)

### Miasta
Barnauł (Барнаул), Alejsk (Алейск), Biełokuricha (Белокуриха), Bijsk (Бийск), Gorniak (Горняк), Zarinsk (Заринск), Zmieinogorsk (Змеиногорск), Kamień nad Obem (Камень-на-Оби), Nowoałtajsk (Новоалтайск), Rubcowsk (Рубцовск), Sławgorod (Славгород), Jarowoje (Яровое) i miasto zamknięte Sibirskij (Сибирский).

## Tablice rejestracyjne
Tablice pojazdów zarejestrowanych w Kraju Ałtajskim mają oznaczenie 22 w prawym górnym rogu nad flagą Rosji i literami RUS.